# Ray Knowles
Raymond Knowles (sinh ngày 30 tháng 9 năm 1952 ở Willesden, London Borough of Brent) là một cựu cầu thủ bóng đá chuyên nghiệp người Anh thi đấu ở Football League cho Wimbledon ở vị trí tiền đạo.